# Fimbristylis complanata
Fimbristylis complanata är en halvgräsart som först beskrevs av Anders Jahan Retzius, och fick sitt nu gällande namn av Heinrich Friedrich Link. Fimbristylis complanata ingår i släktet Fimbristylis och familjen halvgräs. IUCN kategoriserar arten globalt som livskraftig.

## Underarter
Arten delas in i följande underarter:
- F. c. exaltata
- F. c. complanata
- F. c. keniaeensis